# Ferris Wheel on Fire
Ferris Wheel on Fire는 미국의 인디 록 밴드 뉴트럴 밀크 호텔의 두 번째 익스텐디드 플레이(EP)이다. 《Walking Wall of Words》 컴필레이션 패키지의 일부로, 2011년 12월 12일 공개됐다. 수록곡은 모두 1992년부터 1995년 사이에 쓰여졌으며, 그 중 다섯 곡(〈Oh Sister〉, 〈Home〉, 〈Ferris Wheel on Fire〉, 〈I Will Bury You in Time〉, 〈My Dream Girl Don't Exist〉)는 공개된 적이 없고 두 곡(〈April 8th〉와 〈A Baby for Pree / Glow into You〉)는 《On Avery Island》에 수록되어 있던 것을 재작업 및 재녹음한 것이며, 〈Engine〉은 《In the Aeroplane Over the Sea》의 아웃테이크이자 〈Holland, 1945〉의 B사이드로 공개가 됐었다.

## 트랙 리스트
| #            | 제목                                | 재생 시간 |
| ------------ | ----------------------------------- | --------- |
| 1.           | 〈Oh Sister〉                       | 3:36      |
| 2.           | 〈Ferris Wheel on Fire〉            | 3:46      |
| 3.           | 〈Home〉                            | 2:04      |
| 4.           | 〈April 8th〉                       | 2:32      |
| 5.           | 〈I Will Bury You in Time〉         | 2:12      |
| 6.           | 〈Engine〉                          | 2:55      |
| 7.           | 〈A Baby for Pree / Glow into You〉 | 2:46      |
| 8.           | 〈My Dream Girl Don't Exist〉       | 3:51      |
| 총 재생 시간 | 총 재생 시간                        | 23:46     |

## 참여진
- 제프 맨검 – 기타, 보컬, 앨범 기자인, 백 커버 콜라주
- 로버트 슈나이더 – 멜로디카 (3)
- 줄리언 코스터 – 싱잉 소
- 크레이그 모리스 – 엔지니어링
- 베로니카 트로 – 프로듀싱 (총괄)
- 마크 오 – 앨범 디자인, 백 커버 콜라주